# Königstor (Aachen)

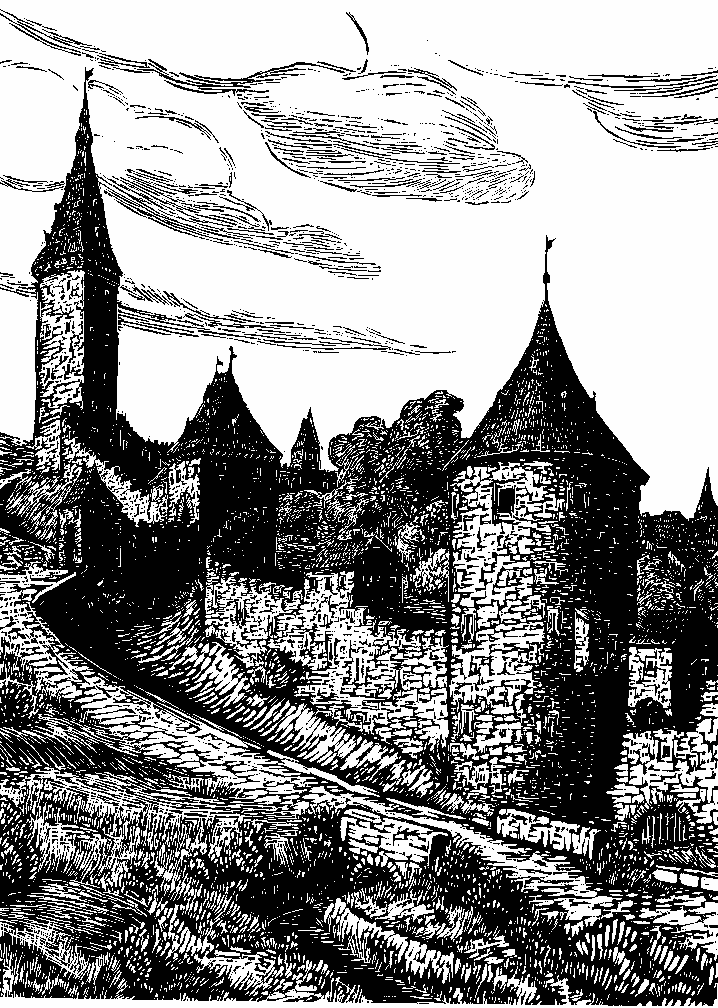
Pfaffenturm, Königstor und Langer Turm, Holzschnitt von Karl Josef Gollrad.

Das Königstor war ein Stadttor der ca. 1300 bis 1350 errichteten äußeren Stadtmauer der Stadt Aachen. Es ist nicht mehr erhalten.

## Lage
Das Königstor stand im äußeren Mauerring zwischen Junkerstor und Ponttor, etwa an der Kreuzung Königstraße / Junkerstraße. Zwischen Königstor und Junkerstor existierte lediglich der Pfaffenturm, zwischen Königstor und Ponttor die sechs Türme Langer Turm, Burtscheider Turm, Beguinenturm, Gregoriusturm, Bongartsturm und Krückenturm. Direkt neben dem Königstor in Richtung Langer Turm stand eines der Wachthäuser der Aachener Stadtmauer, zwischen Königstor und Pfaffenturm befand sich der einzige namentlich bekannte Erker der Aachener Stadtmauer, die Wandlaus.

## Geschichte
Das Königstor ist 1320 erstmals urkundlich erwähnt. Der Hauptweg in das für Aachen wirtschaftlich wichtige Maastricht führte anfangs durch dieses Tor. Da auf diesem Weg auch Könige aus Maastricht kommend in die Stadt einzogen, erhielten Straße und Tor ihren Namen. Durch dieses Tor verließen auch Gefangenentransporte die Stadt, da die Richtstätte nahe lag. Außerdem führte der Weg zu der Leprastation im Gut Melaten durch dieses Tor.
Allmählich verlor das Tor jedoch seine Bedeutung, der Weg nach Maastricht verlief dann über das Junkerstor. Der Stadtrat entschied 1686, dass das Königstor geschlossen bleiben soll. Lediglich während der Erntezeit wurde das Tor zur Erleichterung für die Bauern offen gehalten.
Während der französischen Besetzung Aachens wurde das Königstor im Zug der Schleifung der Aachener Stadtbefestigung 1807 abgerissen. Dreißig Jahre später wurde an dieser Stelle das Zollhaus Königstor von Adam Franz Friedrich Leydel errichtet.

## Beschreibung
Von dem Königstor existiert keine Beschreibung, auf alten Stadtansichten wird es wie das Ponttor als Vierecktor mit Walmdach dargestellt. Zwei Wetterfahnen krönten den Dachfirst. Auch das Vortor hatte einen rechteckigen Grundriss.